# Перелесник (фільм)
Перелесник — українське інді-кіно в жанрі горор-фентезі зняте режисерками Любов'ю Павловою та Олександрою Кадніковою. Це короткометражна стрічка, що триває майже 20 хвилин. Фільм вийшов 29 лютого 2024 року.

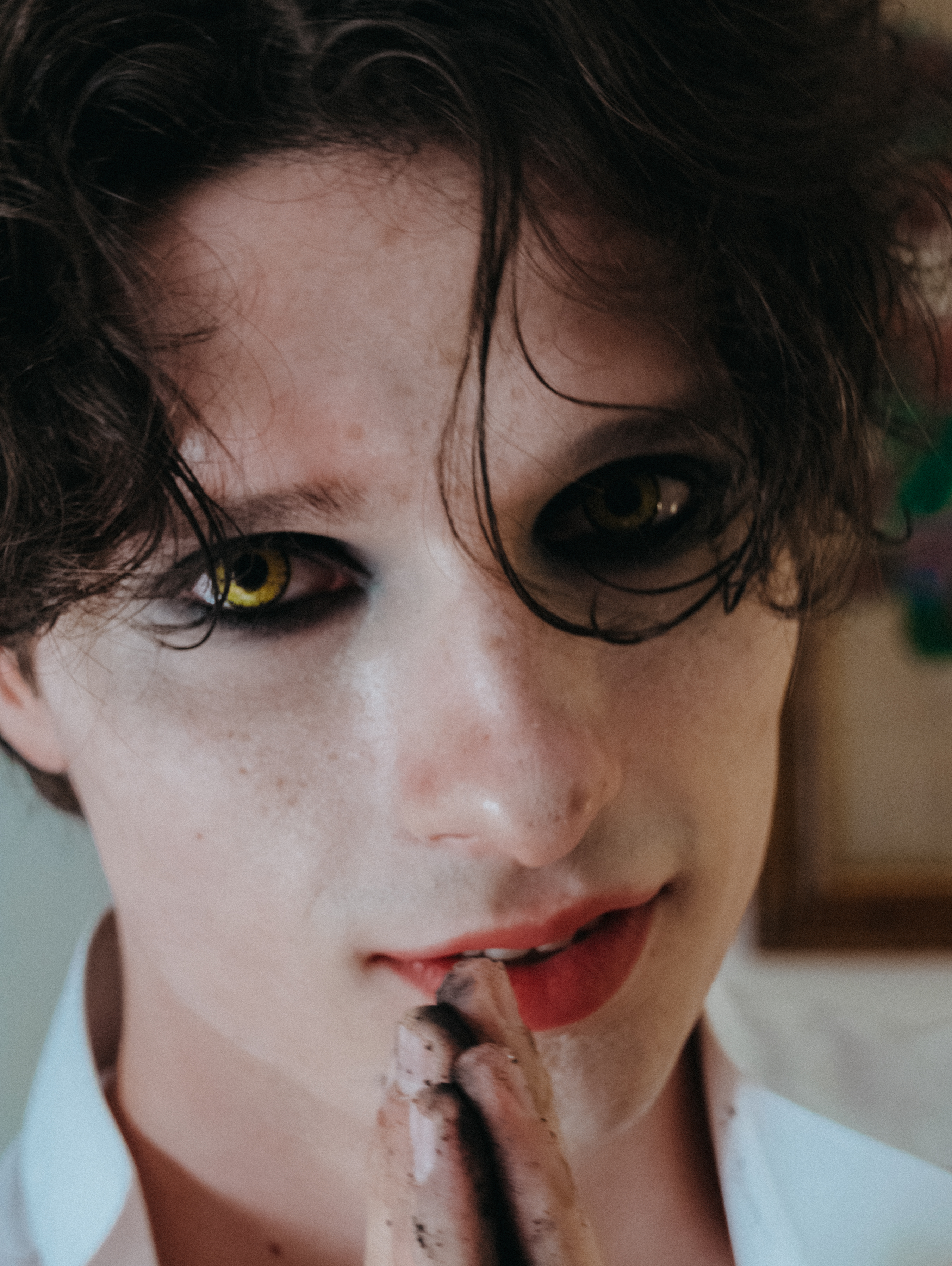
Данило Коломієць в образі Перелесника

Фільм розповідає про Перелесника — міфічну істоту, що зваблює дівчат і забирає в них сили і молоду жінку Ладу, яка втікає від нещасливого шлюбу закрутивши роман з Перелесником.

## Сюжет
Українське село, приблизно кінець XIX сторіччя. Молода жінка Лада живе у нещасливому шлюбі з Василем. Під час сварки Василь відправляє дружину прати на дальнє озеро. Там вона губиться і зустрічає дивного молодика, який виявляється небезпечним духом — Перелесником.
Перелесник пропонує Ладі допомогу — він може вивести її з лісу до села. Лада погоджується. Під час прогулянки, між духом і дівчиною з'являється симпатія і Перелесник починає приходити до Лади кожного дня. Між ними закручується роман. Але є перешкода — один доторк до Перелесника може спалити людину до попелу, тому торкатися одне одного вони не можуть. Також, дівчина дізнається, що Перелесник вміє набувати подоби померлих людей.

## Актори
Перелесник — Данило Коломієць
Лада — Олександра Каднікова
Василь — Владислав Волинець

## Виробництво
Ідея зняти короткометражний фільм з'явилася у Любові Павлової, коли вона побачила відео у тіктоці Олександри Каднікової. Режисерки зустрілися і з цього почалася історія фільму.
Бюджет фільму склав всього 500$, їх задонатили небайдужі люди, які хотіли побачити цю картину. Костюми купувалися у секонд хенді, а деякі Любов Павлова шила власноруч. Теж саме стосується і реквізиту — авторки фільму шукали потрібні речі на барахолці, або робили самі — наприклад, піч, яка стоїть в домі Лади — зроблена з пінопласту самою Любов'ю Павловою.
Операторкою фільму стала сама Любов Павлова, яка займається відеографією вже декілька років.

Музику до фільму написала Марія Яремак, яка також була звукорежисеркою цього фільму. Бюджет не дозволяв взяти серйозну техніку, або орендувати кращі локації для зйомок, тому в багатьох місцях Марія прописувала звуковий простір з нуля. Марія Яремак так описує цей досвід: 
Проблема полягала в тому, що ми не могли орендувати, зокрема, озеро. І коли у фільмі Лада прала одяг — було чутно голоси незнайомців, які проводили час біля водойми. Тому всі візуальні акценти та атмосферу довелося робити самотужки. В багатьох сценах я прописувала звуковий простір із нуля і де-не-де витягувала звук безпосередньо із відеозаписів.
Зйомки фільму відбувалися в Києві та області. Зокрема, в Голосіївському лісі та Музеї Народної архітектури та побуту.

## Критика
Глядачі сприйняли картину дуже тепло і вона швидко набула популярності серед молоді. Професійні критики прийняли фільм не так однозначно — фільму приписують шаблонність діалогів та бідне розкриття жанру горору. Кінокритик Ігор Кромф так коментує цю роботу: 
"«Перелесник» не використовує жодного прийому горору і фактично не лякає глядача. […] Цей фільм радше мелодрама з елементами містики та шаблонними діалогами 
Але глядачі картиною були захоплені. Особливо відзначили роботу актора Данила Коломійця, що зіграв головну роль.

## Команда
- Операторка — Любов Павлова

- Грим — Лада Холі

- Композиторка — Марія Яремак

- Звукооператор — Сергій Шуляк

- Сценаристка — Олександра Каднікова

- Художниця-постановниця — Любов Павлова

- Режисура — Любов Павлова, Олександра Каднікова